# Operation Agatha

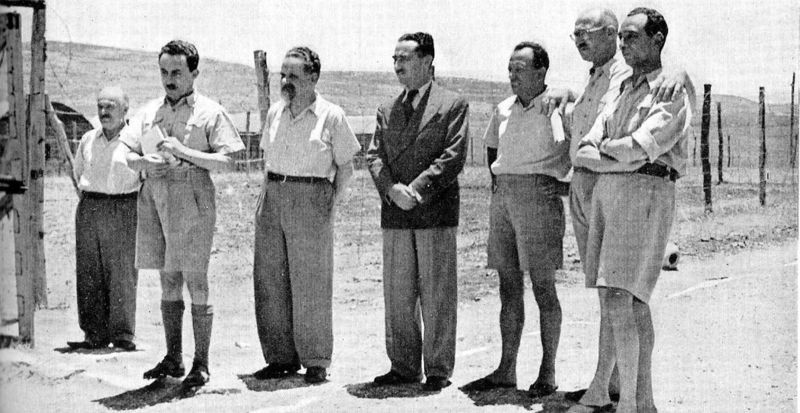
Inhaftierte der Operation Agatha im Internierungslager Latrun. Von links: Remez, Scharet, Gruenbaum, Yosef, Shenkarsky, Hacohen, Halperin.

Die Operation Agatha, auch Black Sabbath genannt, war eine groß angelegte Polizei- und Militäraktion der britischen Mandatsregierung gegen die jüdischen Organisationen Jewish Agency, Hagana, Palmach, Lechi und Irgun am Samstag, 29. Juni 1946. Sie stand unter dem Kommando von General Evelyn Barker und war eine Reaktion auf die „Nacht der Brücken“ (לֵיל הַגְּשָׁרִים Lejl haGscharīm, 16./17. Juni 1946) genannte Anschlagserie sowie die Entführung von sechs britischen Offizieren durch die Lechi. Bereits im Vorfeld der Operation Agatha gab es mehrere Aktionen der Briten, die jedoch nur auf einzelne Regionen begrenzt waren. Die landesweite Operation sollte die zionistische politische und paramilitärische Führung auf einen Schlag lahmlegen und Beweise für eine Kooperation des Jischuv mit den terroristischen Gruppen und ausländischen Mächten liefern. Die angestrebte vollkommene Überraschung gelang jedoch nicht und die Operation wurde so zum völligen Fehlschlag.

## Durchführung
Mit einem Aufgebot von (je nach Quelle) 10.000, 17.000 oder 25.000 britischen Polizisten der Palestine Police und Soldaten der 6th Airborne Division wurden im gesamten Mandatsgebiet jüdische Einrichtungen und Kibbuzim nach Waffen und gesuchten Personen durchsucht. Den Auftakt machte um 4:05 Uhr am Morgen die Besetzung aller Vermittlungsstellen des Telefonnetzes und ihre Lahmlegung für drei Stunden durch Fernmeldetruppen. Um 4:15 Uhr begannen die Hausdurchsuchungen in Zielobjekten in Jerusalem, Tel Aviv, Haifa und 30 kleineren Siedlungen. Etwa zur Mittagszeit waren die meisten Durchsuchungen abgeschlossen.
Zahlreiche Dokumente wurden konfisziert und in die Militärverwaltung ins King David Hotel in Jerusalem transportiert. Im Kibbuz Jagur wurden nach mehrtägiger Suche über 300 Gewehre, mehrere hundert Mörser im Kaliber 2 Zoll, 78 Revolver, über 400.000 Schuss Munition und rund 5000 Granaten entdeckt. Die sechs gefangenen Briten wurden befreit. 2718 Personen, darunter sämtliche Bewohner von Jagur, wurden im Rahmen der Operation verhaftet und in Lager interniert, unter anderem in Atlit, Latrun und Rafah. Rund 2000 von ihnen wurden nach wenigen Tagen freigelassen.

## Folgen
Eine der Folgen der Operation Agatha war die Überfüllung der britischen Lager in Palästina, in denen auch zahlreiche illegale Einwanderer einsaßen. Diesem Problem begegnete die Mandatsregierung mit der Regierungserklärung und der Errichtung weiterer Lager in Britisch-Zypern. Trotz der von britischer Seite als Erfolg bewerteten Operation gelang die Zerschlagung des terroristischen Arms der zionistischen Bewegung nicht. Die Antwort der Irgun war der Terroranschlag auf das King David Hotel am 22. Juli 1946.